# Fasola złota
Fasola złota, fasolka mung (Vigna radiata) – gatunek rośliny z rodziny bobowatych. Gatunek ten został ostatnio przesunięty z rodzaju Phaseolus do rodzaju Vigna, ale jest wciąż cytowany jako Phaseolus aureus lub Phaseolus radiatus. Wszystkie te nazwy dotyczą tego samego gatunku. Pochodzi z Indii, jest uprawiana w Azji Południowej, w Malezji, w Chinach.

## Morfologia
Roślina jednoroczna dorastająca do 120 cm wysokości. Duże liście trójlistkowe. Kwiaty motylkowe w kwiatostanach wielokwiatowych, żółte lub fioletowożółte. Owoc jest strąkiem.

## Zastosowanie
Nasiona są jadalne. Ważny składnik potraw wielu kuchni azjatyckich, ze względu na wysoką zawartość białka również w kuchni wegetariańskiej. Drobne fasolki o długości od 2 do 4 mm, w kolorze od żółtego do ciemnozielonego, spożywane są zarówno w postaci gotowanej, jak i surowej (po skiełkowaniu, w Polsce nazywane „kiełkami sojowymi”).
W krajach Dalekiego Wschodu z fasoli mung wytwarza się również makaron (ang. „bean thread vermicelli”, „cellophane noodles”), nazywany sojowym. Makaron ten, w odróżnieniu od makaronu ryżowego i innych, po usmażeniu lub ugotowaniu staje się przezroczysty.